# Liste der Mitglieder der American Academy of Arts and Sciences/2017
Im Jahr 2017 wählte die American Academy of Arts and Sciences 228 Personen zu ihren Mitgliedern.
Neben 188 Mitgliedern (fellows) wurden 40 „foreign honorary members“ gewählt, die keine Staatsbürger der Vereinigten Staaten oder dort tätig sind.

## Neugewählte Mitglieder

### Fellows
- Michael Aizenman (* 1945)
- Richard D. Alba (1942–2025)
- James P. Allison (* 1948)
- Angelika Amon (1967–2020)
- Thomas E. Anderson (* 1961)
- Nadine A. Aubry (* 1960)
- Hari Balakrishnan (* 1971)
- Richard G. Baraniuk (* 1965)
- Eugene Bardach (* 1940)
- Cynthia Barnhart (* 1959)
- Frank R. Baumgartner (* 1958)
- Jeremy M. Berg (* 1958)
- Manjul Bhargava (* 1974)
- Andre Bishop (* 1948)
- Gregory S. Boebinger (* 1959)
- Squire J. Booker (* 1965)
- David L. Boren (1941–2025)
- William J. Borucki (* 1939)
- Janet M. Box-Steffensmeier (* 1967)
- Edward S. Boyden (* 1979)
- David G. Bradley (* 1953)
- Caroline B. Brettell (* 1950)
- Elizabeth Broun (* 1946)
- Lester R. Brown (* 1934)
- Myles A. Brown (* 1955)
- Lonnie G. Bunch (* 1952)
- Carol Burnett (* 1933)
- Ursula M. Burns (* 1958)
- Jerome R. Busemeyer (* 1950)
- Bradley R. Cairns (* 1965)
- Robin M. Canup (* 1968)
- Judith A. Carney (* 1946)
- Erick M. Carreira (* 1963)
- Dana Carroll (* 1943)
- Arturo Casadevall (* 1957)
- Anne C. Case (* 1958)
- Jamie H. D. Cate (* 1968)
- Gerald L. Chan (* 1958)
- Ronnie C. Chan (* 1949)
- Christopher J. Chang (* 1974)
- David Charbonneau (* 1974)
- Nicholas Alexander Christakis (* 1962)
- Mary Louise Cleave (1947–2023)
- Stephen T. Coate (* 1957)
- Dalton Conley (* 1969)
- Charles S. Craik (* 1954)
- David Damrosch (* 1953)
- Beverly L. Davidson (* 1959)
- Scott E. Denmark (* 1953)
- Everette E. Dennis (* 1942)
- Cheryl L. Dorsey (* 1963)
- Gregg E. Easterbrook (* 1953)
- Jonathan Eaton (1950–2024)
- Kerry A. Emanuel (* 1955)
- Roger W. Falcone (* 1952)
- Russell H. Fazio (* 1952)
- Samuel R. Freeman (* 1950)
- Kathryn Scott Fuller (* 1946)
- Jeanne K. Gang (* 1964)
- Sumit Kumar Ganguly (* 1955)
- Alan M. Garber (* 1955)
- Maria Cristina Garcia (* 1960)
- Sergey Gavrilets (* 1960)
- Heather K. Gerken (* 1969)
- Gretchen Holbrook Gerzina (* 1950)
- Paula J. Giddings (* 1947)
- Karen I. Goldberg (* 1961)
- Francisco Goldman (* 1954)
- Andrea J. Goldsmith (* 1964)
- Joshua R. Goldstein (* 1965)
- I. Gabriela Gonzalez (* 1965)
- Amy Goodman (* 1957)
- Edmund W. Gordon (* 1921)
- Roland Greene (* 1957)
- Lenore A. Grenoble (* 1957)
- Pamela Grossman (* 1953)
- Anna Grzymala-Busse (* 1970)
- Megan R. Gunnar (* 1951)
- John Guy (* 1950)
- Beverly Guy-Sheftall (* 1946)
- Janet Gyatso (* 1950)
- Jacob S. Hacker (* 1971)
- Christopher D. Hacon (* 1970)
- Brenda L. Hillman (* 1951)
- Sarah E. Hobbie (* 1964)
- Hopi E. Hoekstra (* 1972)
- Carl R. Holladay (* 1943)
- Kathleen C. Howell (* 1951)
- Joichi Ito (* 1966)
- Torben Iversen (* 1963)
- Paul E. Jacobs (* 1962)
- Alison M. Jaggar (* 1943)
- Stephanie W. Jamison (* 1950)
- Maria Jasin (* 1956)
- Andrew R. Jassy (* 1968)
- Paula A. Johnson (* 1959)
- Peter A. Jones (* 1947)
- Leemor Joshua-Tor (* 1961)
- James T. Kadonaga (* 1958)
- Scott N. Keeney (* 1965)
- Darcy B. Kelley (* 1948)
- Yannis G. Kevrekidis (* 1959)
- Pradeep K. Khosla (* 1957)
- Young-Kee Kim (* 1962)
- Sidney J. Kimmel (* 1928)
- Barbara Kirshenblatt-Gimblett (* 1942)
- Roberta L. Klatzky (* 1947)
- Robert T. Knight (* 1948)
- Robert V. Kohn (* 1953)
- Marie-Josee Kravis (* 1949)
- Nicholas D. Kristof (* 1959)
- Jonathan Lear (* 1948)
- Ann L. Lee (* 1961)
- William F. Lee (* 1950)
- John Legend (* 1978)
- Christopher D. Lima (* 1966)
- Karolin Luger (* 1963)
- Greil Marcus (* 1945)
- Donald J. Mastronarde (* 1948)
- Nergis Mavalvala (* 1968)
- Helen S. Mayberg (* 1956)
- Jane M. Mayer (* 1955)
- John R. McNeill (* 1954)
- Marc J. Melitz (* 1968)
- Juanita L. Merchant (* 1956)
- Suzanne B. Mettler (* 1962)
- Earl K. Miller (* 1962)
- Richard K. Miller (* 1949)
- Charles W. Mills (1951–2021)
- Maryam Mirzakhani (1977–2017)
- John C. Mitchell (* 1942)
- W. J. Thomas Mitchell (* 1941)
- M. Granger Morgan (* 1941)
- William T. Newsome (* 1952)
- Lynn Nottage (* 1964)
- Evgeny A. Nudler (* 1970)
- Ronald L. Olson (* 1941)
- Naomi Oreskes (* 1958)
- N. Geoffrey Parker (* 1943)
- Christina Hull Paxson (* 1960)
- Alina Payne (* 1955)
- Nicholas A. Peppas (* 1948)
- Nancy Beth Peretsman (* 1954)
- Carter G. Phillips (* 1952)
- Mary C. Potter (* 1939)
- John A. Quelch (* 1951)
- Valerie A. Ramey (* 1959)
- Richard W. Rapson (* 1952)
- Sean F. Reardon (* 1964)
- John R. Rickford (* 1949)
- Faith Ringgold (1930–2024)
- Dana L. Robert (* 1956)
- Paul B. Rothman (* 1958)
- Daniela Rus (* 1963)
- Paul L. Schechter (* 1948)
- Eric Schickler (* 1969)
- Fred B. Schneider (* 1953)
- Nadrian C. Seeman (1945–2021)
- Ilya R. Segal (* 1969)
- Vera Serganova (* 1961)
- Eldar Shafir (* 1959)
- Zhi-Xun Shen (* 1960)
- Dean Sheppard (* 1949)
- Pamela A. Silver (* 1952)
- Matthew J. Slaughter (* 1968)
- Mark S. Slobin (* 1944)
- Douglas E. Soltis (* 1953)
- Pamela S. Soltis (* 1957)
- Suzanne T. Staggs (* 1965)
- Randall L. Stephenson (* 1960)
- Kathryn D. Sullivan (* 1951)
- Arthur C. Sze (* 1950)
- Keith Stewart Thomson (* 1938)
- Michael Tomasello (* 1950)
- Mark Neil Trahant (* 1957)
- George G. Triantis (* 1963)
- Robert Tycko (* 1959)
- Mark Volpe (* 1957)
- Andre Watts (1946–2023)
- James Q. Whitman (* 1958)
- Michael Witherell (* 1949)
- Tim Wu (* 1972)
- Tadataka Yamada (1945–2021)
- J. Frank Yates (1945–2020)
- Katherine A. Yelick (* 1960)
- Tara E. Zahra (* 1976)
- Jonathan L. Zittrain (* 1969)
- Marlene Zuk (* 1959)

### Foreign honorary members
- Chimamanda Ngozi Adichie (* 1977)
- Aigboje Aig-Imoukhuede (* 1966)
- Ruth Arnon (* 1933)
- Per-Olof Berggren (* 1954)
- Monika Boehm-Tettelbach (* 1941)
- Chen Zhu (* 1953)
- Giovanni De Micheli (* 1957)
- Else Marie Friis (* 1947)
- Raghavendra Gadagkar (* 1953)
- Clare P. Grey (* 1966)
- David Grossman (* 1954)
- John Haffenden (* 1945)
- Takeshi Hamashita (* 1943)
- Salima Ikram (* 1965)
- Attahiru M. Jega (* 1957)
- Panagiotis Karkanas (* 1963)
- Elly T. Katabira (* 1948)
- Diebedo Francis Kere (* 1965)
- Desmond King (* 1957)
- Akin Mabogunje (1931–2022)
- Joseph-Achille Mbembe (* 1957)
- Ian M. McKellen (* 1939)
- Craig Moritz (* 1957)
- Mona Nemer (* 1957)
- Rohini Nilekani (* 1961)
- Carlo Maria Ossola (* 1946)
- Jean-Paul Poirier (* 1935)
- Romano Prodi (* 1939)
- Martin Quack (* 1948)
- Jeroen G. W. Raaijmakers (* 1952)
- Rino Rappuoli (* 1952)
- Luigi Rizzi (* 1952)
- N. C. Jacob Rothschild (1936–2024)
- Ghassan Salame (* 1951)
- Peter Schäfer (* 1943)
- Johannes Sjöstrand (* 1947)
- Emanuel Tov (* 1941)
- Peter M. Warren (* 1938)
- Mark Westoby (* 1947)
- Björn Wittrock (* 1945)